# Marian Kwapisz
Marian Kwapisz (ur. 6 stycznia 1935, zm. 6 sierpnia 2022) – polski matematyk, prof. dr hab.

## Życiorys
W 1956 ukończył studia matematyczne na Uniwersytecie Łódzkim, w 1976 uzyskał tytuł profesora nauk matematycznych. Pracował w Instytucie Matematyki na Wydziale Matematyki i Fizyki Uniwersytetu Gdańskiego, oraz w Instytucie Matematyki na Wydziale Matematyki, Fizyki i Techniki Uniwersytetu Kazimierza Wielkiego.
Był zastępcą sekretarza Gdańskiego Towarzystwa Naukowego.
Pochowany w Piotrkowie Trybunalskim.

## Nagrody i odznaczenia
- Nagrody Ministra Edukacji Narodowej za badania naukowe: (1965), (1968), (1971),
- Krzyż Kawalerski Orderu Odrodzenia Polski (1977)[4],
- Odznaka Honorowa Zasłużony Ziemi Gdańskiej (1974).